# Burseryds distrikt
Burseryds distrikt är ett distrikt i Gislaveds kommun och Jönköpings län. Distriktet ligger omkring Burseryd i västra Småland.

## Tidigare administrativ tillhörighet
Distriktet inrättades 2016 och utgörs av socknarna Burseryd och Sandvik  i Gislaveds kommun.
Området motsvarar den omfattning Burseryds församling hade vid årsskiftet 1999/2000 och som den fick 1995 när socknarnas församlingar gick samman.

## Tätorter och småorter
I Burseryds distrikt finns en tätort men inga småorter.

### Tätorter
- Burseryd